# サウンドトラック・ミュージック・アソシエイツ
サウンドトラック・ミュージック・アソシエイツ（Soundtrack Music Associates, L.L.C.、略称：SMA、サウンドトラックミュージック）は、アメリカ合衆国の大手映画音楽エージェンシーの1つ。ハリウッド映画、インデペンデント映画、テレビドラマ、ミュージカル、ゲーム、コマーシャル、国際イベントなどのプロジェクトに作曲家を紹介し、代理交渉を業務とする。作曲家の他にもミュージックスーパーバイザー、ミュージックエディター、スタジオミュージシャンなど約100名在籍する。

## 主なクライアント
- アルフ・クラウセン
- エリア・クミラル
- クラウス・バデルト
- クリフ・マルチネス
- グレッグ・エドモンソン
- ジェフ・カードーニー
- ジェフ・ダナ
- ジョン・スワイハート
- タイラー・ベイツ
- ティム・ウィン
- フィル・コリンズ
- フランシス・レイ
- ベア・マクレアリー

## クライアントが関わった主な作品

### 映画 （2011年度）
- エンジェル ウォーズ
- The Lincoln Lawyer
- The Hungry Rabbit Jumps
- Drive
- Conan The Barbarian
- Contagion
- Wanderlust
- The Killing Game
- Nailed
- The Courier
- Mothers Day
- Shanghai
- The Darkest Hour
- Super
- Red Lights
- Fly Paper
- Peep World
- Blue Crush 2
- LOL
- Win Win

### 映画 （2010年度以前）
- 300 〈スリーハンドレッド〉
- 地球が静止する日
- ウォッチメン
- ドーン・オブ・ザ・デッド
- ［リミット］
- パイレーツ・オブ・カリビアン/呪われた海賊たち
- スクール・オブ・ロック
- Dr.パルナサスの鏡
- コンスタンティン
- ソロモン・ケーン
- ウルトラヴァイオレット
- キャットウーマン
- ポセイドン
- キル・ビル
- オーシャンズ11
- オーシャンズ12
- オーシャンズ13
- イングロリアス・バスターズ
- 処刑人
- 処刑人II
- ナポレオン・ダイナマイト
- 妖精ファイター
- 世界最速のインディアン
- プレシャス (映画)
- ブラザーズ・ブルーム
- バンク・ジョブ
- サンダーバード (2004年の映画)
- グラディエーター
- ソラリス
- クリフハンガー
- ノッティングヒルの恋人
- トップガン
- ハイランダー 悪魔の戦士
- ポリスアカデミー
- 13日の金曜日
- エルム街の悪夢
- ネバーエンディング・ストーリー

### 海外テレビドラマ
- ER緊急救命室
- バトルスターギャラクティカ
- ターミネーター サラ・コナー・クロニクルズ
- セックス・アンド・ザ・シティ
- デスパレートな妻たち
- NY市警緊急出動部隊 トゥルー・ブルー
- NIP/TUCK マイアミ整形外科医
- プリズン・ブレイク
- ヤング・スーパーマン
- ザ・シンプソンズ
- CSI:マイアミ
- アグリー・ベティ
- フレンズ
- NCIS 〜ネイビー犯罪捜査班
- シックス・フィート・アンダー
- America's Next Top Model
- アルフ
- 刑事コロンボ
- ロックフォードの事件メモ
- Dr.マーク・スローン
- 新スター・トレック
- サード・ウォッチ
- カリフォルニケーション ある小説家のモテすぎる日常
- Southland
- Trauma
- Human Target
- Caprica
- Eureka
- Flash Point
- Hung
- United States of Tara
- Glee
- Warehouse 13
- In Plain Sight
- Army Wives
- The Secret Life of American Teenager
- Sons of Anarchy
- Beyond the Break
- Lincoln Heights
- Trust Me
- Cop House
- Stand Off
- Trinity
- Brothers & Sisters
- Samantha Who
- Cupid
- Dirty Sexy Money
- Day Break
- NYC Prep
- State of Mind
- The Shield
- The Pussycat Dolls Presents

### 日本テレビドラマ
- TOKYO コントロール

### シルク・ドゥ・ソレイユ
- ZED（ゼット）シルク・ドゥ・ソレイユ シアター東京
- O（オー）ベラージオ
- KÀ（カー）MGMグランド
- Mystère（ミステール）トレジャー・アイランド
- Saltimbanco（サルティンバンコ）巡回公演
- Alegría（アレグリア）巡回公演

### ゲーム
- アンチャーテッド 黄金刀と消えた船団
- アンチャーテッド エル・ドラドの秘宝
- コール オブ デューティ ブラックオプス
- ゴッド・オブ・ウォーIII
- レッドファクション:ゲリラ
- True Crime
- Transformers: Animated THE GAME
- Transformers: Revenge of the Fallen
- アーミー オブ ツー: The 40th Day
- ダーク・ボイド
- MASSIVE ACTION GAME
- コマンド&コンカー
- メタルギアソリッド2
- メタルギアソリッド3
- メタルギアソリッド4
- SOCOM: U.S. NAVY SEALs